# Dijkvegetatie

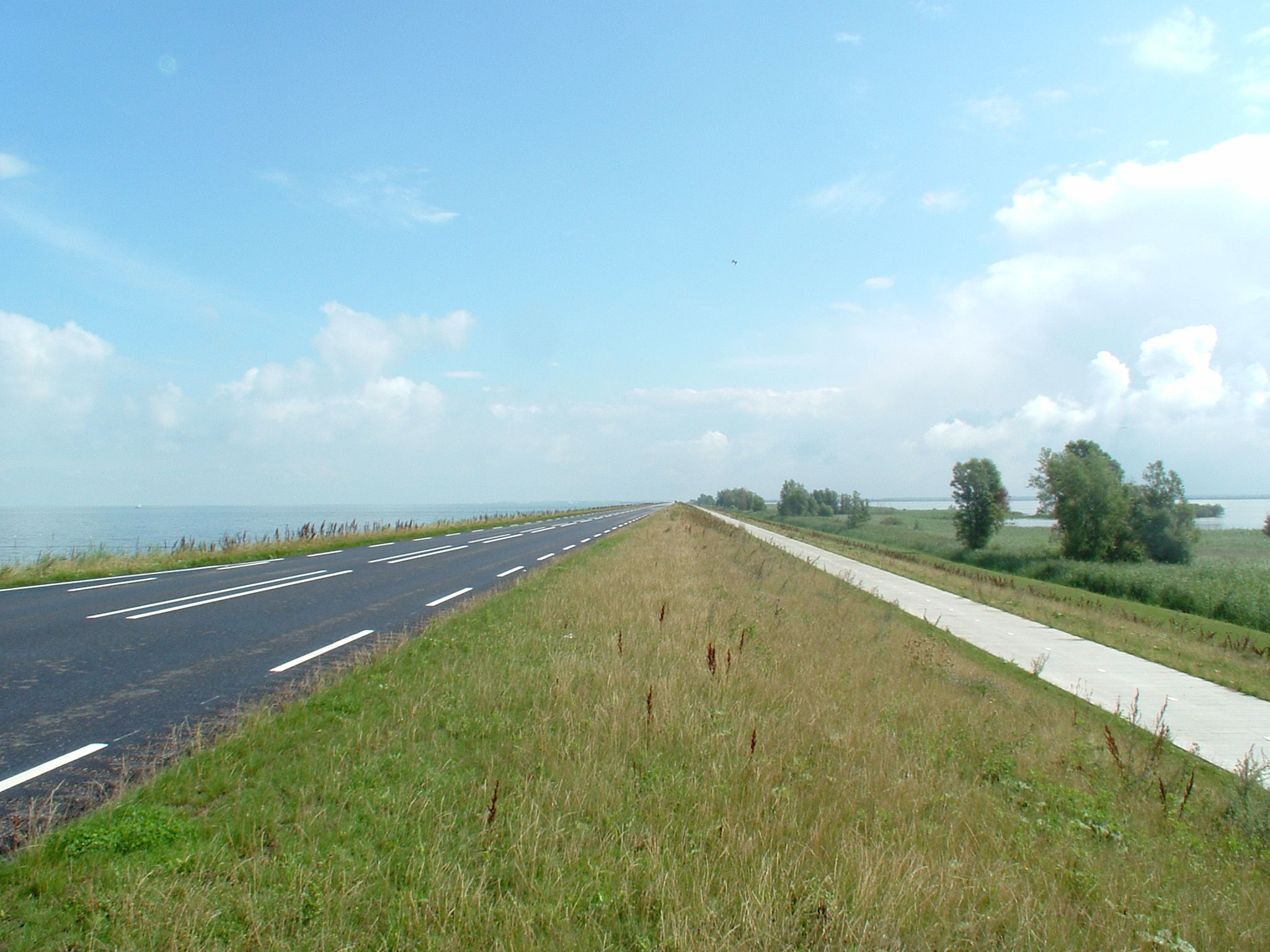
Primaire waterkering bij het Markermeer. Links het Markermeer, rechts de Oostvaardersplassen.

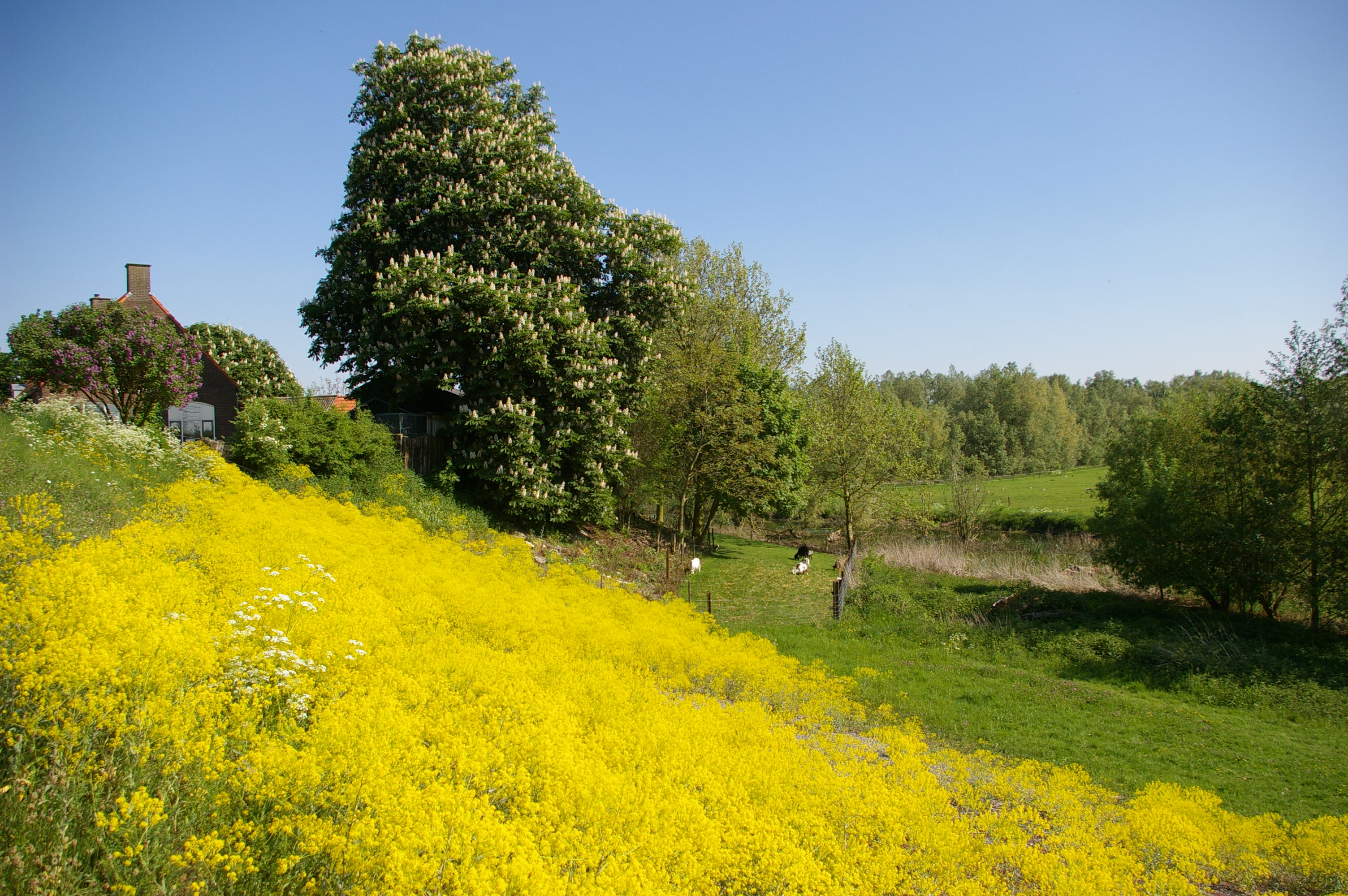
Dijkvegetatie met wede op het buitentalud langs de Waal bij Bemmel.

Dijkvegetatie is de vegetatie van dijken. Meestal bestaat dijkvegetatie voor het grootste deel uit verschillende grassoorten en voor een kleiner deel uit allerlei soorten kruiden. De kruidensoortensamenstelling hangt onder meer af van de expositie (de zuidzijde van de dijk is warmer en droger dan de noordzijde) en de samenstelling van de grond, bijvoorbeeld klei of zandig.
Dijkvegetatie is van belang tegen watererosie bij hoge waterstanden en neerslag. Kruidenrijke, inheemse graslandvegetatie met diepe doorworteling zijn noodzakelijk voor de stevigheid. Bij beweiding met schapen bestaat de graszode meestal uit Engels raaigras, veldbeemdgras, rood zwenkgras met fijne uitlopers, rood zwenkgras met forse uitlopers, witte klaver en andere kruiden. Bij veelvuldig maaien neemt Engels raaigras een kleinere plaats in en ontbreekt witte klaver.
Van oudsher komen met name op de dijken van de grote rivieren naast bovengenoemde grassen plantensoorten voor die karakteristiek zijn voor deze waterkeringen. Die soorten worden stroomdalsoorten genoemd. Ongeveer 250 plantensoorten worden in Nederland tot de stroomdalflora gerekend.
Voor zeedijken is een dichte, sterke, goed wintervaste grasmat nodig voor bescherming tegen overslaand water en zware regenval. De grond van deze dijken kan daarnaast vaak droog zijn. Daarom zal de grasmat hier bestaan uit voornamelijk droogteresistente grassoorten zoals rood zwenkgras en veldbeemdgras. Ook moeten de soorten enigszins zouttolerant zijn.

## Dijkvegetatiebeheer

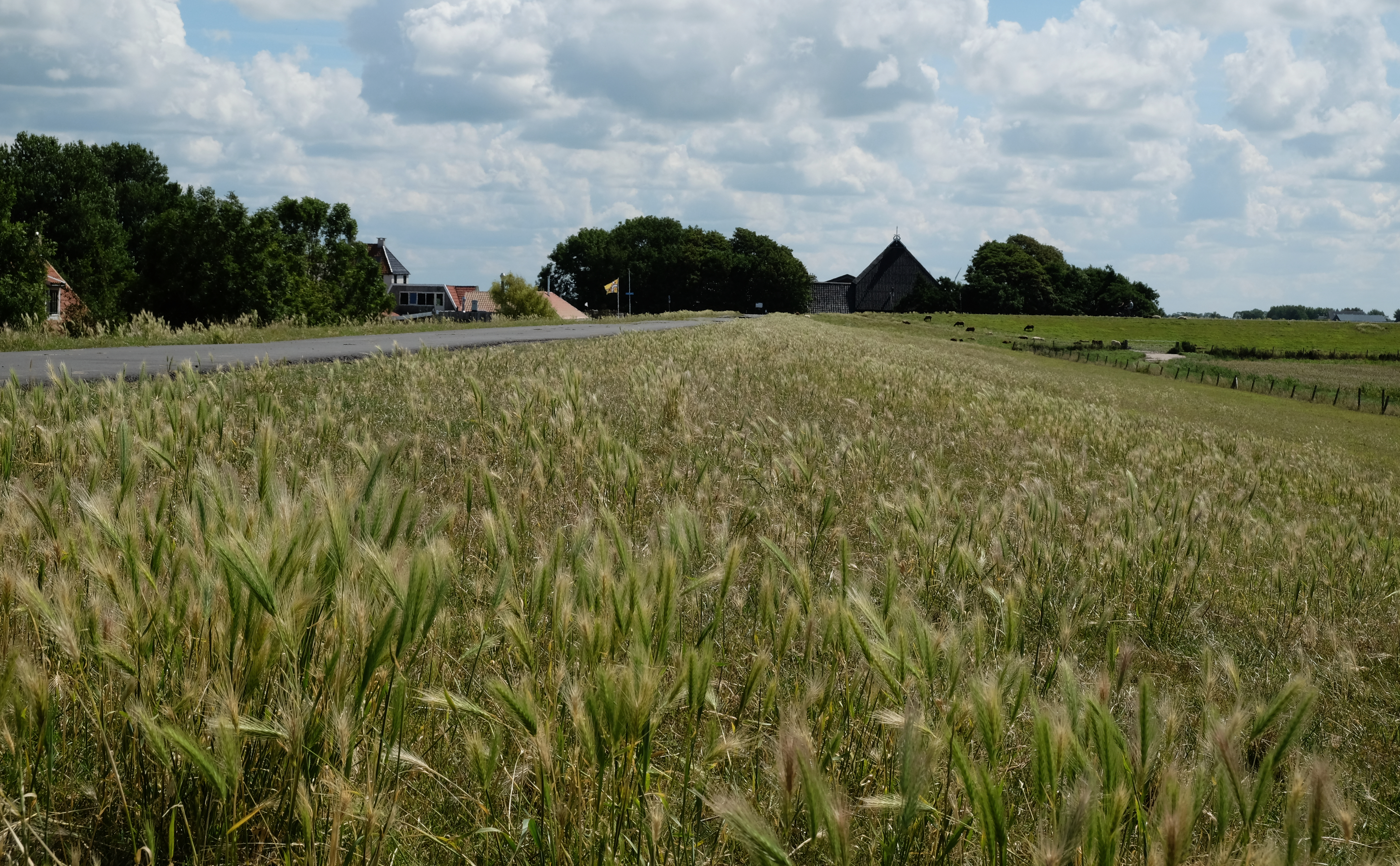
Dijkvegetatie van de kruipertje-associatie op een door schapen beweid, tamelijk ruderaal buitentalud.

Het dijkvegetatiebeheer kan bestaan uit maaien of beweiden of uit een combinatie van beide. Beweiding van dijken vindt meestal plaats met schapen en soms met runderen, die maximaal 18 maanden oud zijn. De waterschappen zijn verantwoordelijk voor het beheer van de meeste dijken. Sommige dijken vallen nog onder de verantwoordelijkheid van Rijkswaterstaat. In de praktijk wordt het dijkbeheer vaak in opdracht van het waterschap uitgevoerd door aannemers, lokale boeren en soms door verenigingen van agrarisch natuurbeheer.

## Natura2000
In het rivierengebied grenzen de aangewezen Natura2000-gebieden in veel gevallen aan dijken. Van de dijken wordt alleen het buitentalud gerekend tot Natura2000 voor zover deze aansluit bij het habitatrichtlijngebied. Op deze gronden kunnen in principe twee habitattypen voorkomen:
- Glanshaver- en vossenstaarthooilanden
- Stroomdalgraslanden

### Glanshaverhooiland
Van het eerste habitattype komt op dijken vrijwel alleen het subtype glanshaverhooiland voor. Binnen de glanshaverhooilanden is een variant te onderscheiden: de subassociatie festucetosum arundinaceae. Deze variant komt alleen voor op een aantal locaties op het binnentalud tussen Weurt en Winssen (de zogenaamde Marjoleindijken), ten westen van Nijmegen. Karakteristiek voor deze variant zijn onder meer wilde marjolein, gewone agrimonie, kruisbladwalstro, echt bitterkruid, viltig kruiskruid, wilde cichorei, kruldistel en rietzwenkgras. Het normale subtype glanshaverhooiland komt veelal voor rondom de Waal en dan met name op de binnentaluds.

### Stroomdalgrasland
Het habitattype stroomdalgraslanden komt slechts op een beperkt aantal locaties voor. Vaak betreft het onvolledig ontwikkeld stroomdalgrasland of restanten van stroomdalgrasland. Het betreft meestal bij de dijkverzwaring gespaarde, steile en relatief zandige taluds met vaak een expositie op het zuiden.